# Jennifer Lopez
Jennifer Lynn Lopez (Nueva York, 24 de julio de 1969), conocida artísticamente como Jennifer Lopez o J.Lo, es una cantante, compositora, bailarina, actriz, diseñadora de moda y empresaria estadounidense.
Su debut cinematográfico fue con un papel secundario en My Little Girl (1986). En 1991 comenzó su carrera como bailarina profesional y, en 1993, decidió dedicarse a la actuación. Alcanzó notoriedad con su primer papel protagónico en la película Selena (1997), por el que recibió más de un millón de dólares y una nominación al Globo de Oro a la mejor actriz. Ese mismo año protagonizó Anaconda, y en 1998 actuó en Out of Sight, con un salario de dos millones de dólares. En 2000 protagonizó la cinta de ciencia ficción The Cell.
En 1999 debutó como cantante con el sencillo «If You Had My Love», que alcanzó el número uno en la lista Billboard Hot 100, y con su álbum On the 6, que obtuvo gran éxito internacional. En 2001, el lanzamiento simultáneo de su segundo álbum, J.Lo, y la película The Wedding Planner la convirtió en la primera persona en encabezar las listas de música y cine en la misma semana, logro registrado en el Libro Guinness de los récords. Su álbum de remezclas J to tha L-O!: The Remixes (2002) fue el primero en debutar en el número uno del Billboard 200, e incluyó el sencillo «Ain't It Funny (Murder Remix)». Ese mismo año publicó su tercer álbum, This Is Me... Then, que generó éxitos como «Jenny from the Block» y «All I Have», y protagonizó la comedia romántica Sucedió en Manhattan, éxito de taquilla.
En 2003 coprotagonizó Gigli junto a Ben Affleck, película que tuvo una baja recepción comercial y crítica. Posteriormente protagonizó comedias románticas de éxito como ¿Bailamos? (2004) y Monster-in-Law (2005). Ese mismo año publicó su cuarto álbum, Rebirth, certificado platino en Estados Unidos e impulsado por el sencillo «Get Right». En 2007 lanzó su quinto álbum, Como ama una mujer, su primer proyecto íntegramente en español, que debutó en el número uno de la lista Top Latin Albums de Estados Unidos y en el décimo puesto del Billboard 200, marcando un récord de ventas para un debut en español.
Después de un periodo de descanso relativamente largo, en 2011 logró volver a situarse como estrella mundial, tras unirse como jueza en American Idol y lanzar su sencillo más exitoso hasta la fecha «On the Floor», que fue el tema de artista femenina más vendido de ese año, situándose número 1 en más de 37 países. También fue la primera mujer en alcanzar las 500 millones de reproducciones en la historia de YouTube y hasta la fecha cuenta con más de 1,15 billones de reproducciones. Hasta 2016, este sencillo había vendido más de 11 millones de copias en el mundo, siendo uno de los sencillos digitales más vendidos de toda la historia. En junio de 2012 realizó su primera gira mundial llamada Dance Again World Tour, por su álbum Dance Again: The Hits, comenzando la gira en la ciudad de Panamá, recorrió Estados Unidos, Canadá, Europa, Asia, Oceanía, África y Sudamérica. En 2013 anunció que haría una película en 3D de su gira llamada Dance Again 3D que incluiría además de los conciertos, cómo se realizó la gira y cómo enfrentó su divorcio con Marc Anthony. En 2013, Lopez firmó como productora ejecutiva de la serie de televisión The Fosters. La serie se estrenó en ABC Family en junio de 2013 y tuvo bastante éxito de audiencia por lo cual obtuvo cinco temporadas. En 2016, protagonizó y fue la productora ejecutiva de la serie Shades of Blue la cual tuvo tres temporadas y fue ganadora de un Premio People's Choice como mejor actriz de televisión. Ese año comenzó su primera residencia de conciertos en Las Vegas llamada Jennifer Lopez: All I Have, las ventas brutas de boletos superaron los 100 millones de dólares, logrando así ser la residencia que más rápido llegó a esa cifra en la historia en esa ciudad. En 2017, lanzó el exitoso programa de competición de baile de televisión World of Dance, donde ella es jueza y productora ejecutiva; el programa se emitió durante cuatro temporadas hasta 2020 antes de que el programa fuera cancelado.
En 2011, fue elegida por la revista People como la mujer más bella del mundo, al año siguiente fue nombrada como la celebridad más poderosa del planeta según la revista Forbes. Además es considerada una de las artistas más importantes del milenio por diferentes medios de comunicación y revistas dedicadas a la crítica. En junio de 2013, le fue otorgada una estrella en el paseo de la fama de Hollywood por su colaboración en el mundo de la música; siendo esta la estrella número 2500. En 2014, recibió el prestigioso galardón «Icon Award» de Billboard que es el máximo honor y reconocimiento a la trayectoria, siendo así la primera mujer en obtenerlo. En 2015, la Organización de las Naciones Unidas (ONU) nombró a la cantante y actriz como la primera mujer portavoz y defensora de las niñas y las mujeres ante esta entidad internacional.
La revista Forbes anunció la lista de Las Mujeres Mejores Pagadas de la Música 2016 en el cual Lopez entró en el top 10 ocupando el puesto 7 con unas ganancias 39,5 millones de dólares. Mismo puesto que ocupó en 2015 el cual tuvo unas ganancias de 28,5 millones de dólares. Lopez es una de las superestrellas más ricas, con una fortuna estimada en 370 millones de dólares y según la lista de los «100 hispanos más influyentes» de la revista People la artista latina con mayor influencia en los Estados Unidos. La revista Time la nombró a como una de las 100 personas más influyentes del mundo de 2018, colocándola en la categoría «iconos», además de ser la portada de la misma. En los MTV Video Music Awards 2018, fue premiada con el Michael Jackson Video Vanguard Award que premió toda su videografía musical de dos décadas.
Se estima que Lopez ha vendido más de 80 millones de discos y sencillos en el mundo y acumula un total de 3,5 billones de dólares en taquilla mundial con todas sus películas. Entre sus más grandes éxitos musicales se encuentran temas como «If you Had my Love», «No me ames», «Love Don't Cost a Thing», «I'm Into You», «Jenny from the Block», «Get Right», «Waiting for Tonight», «Qué hiciste», «On the Floor» y «Dance Again».

## Vida y carrera

### 1969-1990: niñez y comienzos artísticos
Jennifer Lynn Lopez nació en Castle Hill, en el barrio de El Bronx de Nueva York, el 24 de julio de 1969. Fue la segunda hija de los puertorriqueños David Lopez y Guadalupe Rodríguez; tiene una hermana menor llamada Lynda y una mayor llamada Leslie. Su padre trabajaba de noche como vigilante de seguridad y su madre era maestra en un jardín de infancia. Cuando Jennifer nació, la familia vivía en un pequeño apartamento, sin embargo, unos años más tarde pudieron ahorrar para irse a una casa de dos pisos. A los cinco años, Jennifer comenzó a cantar y a bailar. A los siete años recorrió todo Nueva York con su escuela. Sus padres presentaron a sus tres hijas en numerosas actuaciones, en las que Jennifer bailaba y cantaba.

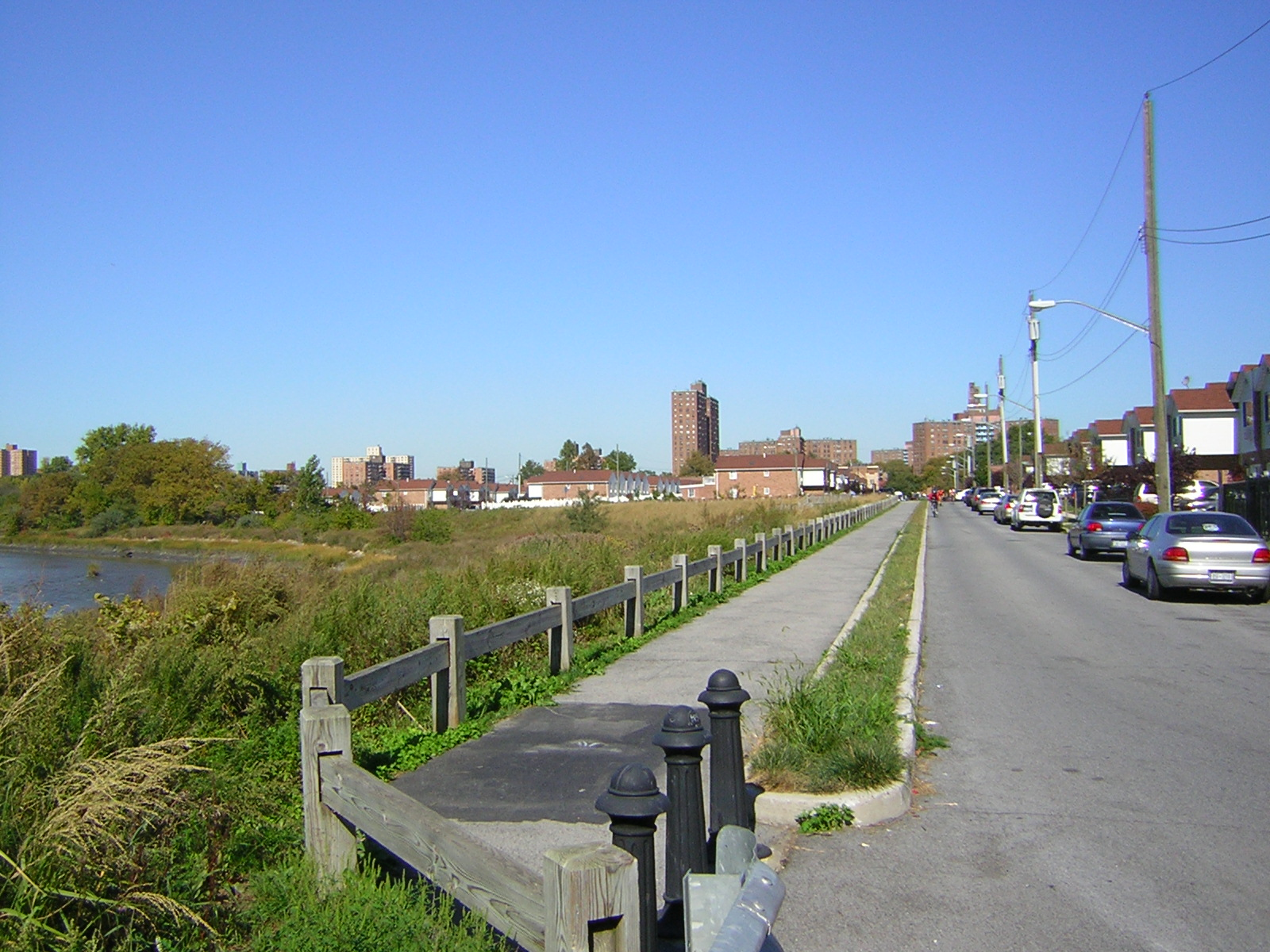
Castle Hill, barrio natal de Jennifer Lopez.

Jennifer pasó la mayor parte de su tiempo en escuelas católicas, terminando en Preston High School. En la escuela hizo gimnasia y fue miembro del equipo de fútbol de la escuela, sobresaliendo atléticamente, llegando a competir en campeonatos nacionales. Mientras asistía a su último año en el instituto, Jennifer se enteró de que había un casting para una película que buscaba varios adolescentes para pequeños papeles, pasó la audición y consiguió un papel en My Little Girl en 1986, una película de bajo presupuesto coescrita y dirigida por Connie Kaiserman. Allí interpretó el papel de Myra, una mujer joven en un centro para jóvenes con problemas que no tenía siquiera diálogos y aparecía solo en un pequeño cameo. Después de terminar la filmación de la película se dio cuenta de que quería convertirse en una «famosa estrella de cine».
Para complacer a sus padres, Jennifer se inscribió en Baruch College, aunque para irse tan solo un semestre después. Fue cuando le dijo a sus padres que su sueño era convertirse en una estrella de cine, pero ellos insistieron en que era una idea estúpida y que los latinos no lograban nada en Hollywood. Las diferencias de opiniones entre ella y sus padres hicieron que Jennifer se independizara y se mudara a Manhattan para estudiar canto, baile y actuación. Durante este período participó en numerosas producciones locales, en musicales como Jesus Christ Superstar y Oklahoma. A partir de ahí, fue contratada para un coro en un musical de Broadway y recorrió Europa durante cinco meses. Tras dejar el coro debido a que no estaba contenta con su papel, ya que era el único miembro que no tenía una canción como solista, consiguió un trabajo en la serie Synchronicity en Japón, donde actuó como bailarina, cantante y coreógrafa.

### 1991-1996:In Living Colory carrera como actriz
Jennifer Lopez fue seleccionada como bailarina de respaldo para los New Kids on the Block en 1991 y actuó con ellos durante su interpretación en los American Music Awards. Poco después consiguió su primer trabajo como personaje reconocido como una bailarina en el programa de televisión In Living Color, pasó la audición para un papel de reparto y fue seleccionada finalista entre dos mil solicitantes, aunque obtuvo el segundo puesto; finalmente recibió el papel cuando la seleccionada inicial no aceptó el trabajo. Se trasladó a Los Ángeles para filmar la serie y permaneció como miembro del reparto regular hasta 1993, cuando decidió seguir una carrera como actriz. Antes de dejar el show, Jennifer trabajó brevemente como una bailarina de la artista estadounidense Janet Jackson, participando en la gira mundial de esta cantante a finales de 1993, hasta que decidió hacer su propia carrera.
Lopez obtuvo su primer trabajo como actriz en un rol protagónico en 1993 en la película de drama Nurses on the Line: The Crash of Flight 7, lanzada en DVD como Lost in the Wild, película que coprotagonizó junto a Lindsay Wagner y Robert Loggia. Más tarde, en ese mismo año, Lopez firmó un acuerdo con CBS para coprotagonizar la serie de televisión Second Chances; sin embargo, la serie fue cancelada después de transmitir tan solo seis episodios, por la baja audiencia; la serie tuvo una serie derivada, titulada Hotel Malibú, que fue lanzada ese mismo año. Pero al igual que Second Chances, recibió malas críticas y fue cancelada..Obtuvo su primer papel en el cine en My Family de Gregory Nava en 1995, interpretando a María, una joven inmigrante mexicana, papel por el que Lopez recibió el premio Independent Spirit Award como mejor actriz de reparto.
En noviembre de ese mismo año,protagonizó Money Train junto con Wesley Snipes y Woody Harrelson, como policías de Nueva York. La película recibió críticas mixtas y no tuvo buen rendimiento en taquilla; con un presupuesto de 68 millones de dólares, la película recaudó un total de 77 millones en todo el mundo. En agosto de 1996, Jennifer obtuvo un papel secundario en la comedia Jack, que con un presupuesto de 45 millones recaudó un total de 59 millones en Estados Unidos; esta película también recibió críticas negativas e influyentes.

### 1997-2000: Selena yOn the 6
En febrero de 1997, Lopez protagonizó junto a Jack Nicholson y Stephen Dorff la película de suspenso Blood and Wine. Fue un fracaso comercial; el presupuesto de producción fue de 26 millones de dólares y solo recaudó un millón en la taquilla; la película recibió opiniones positivas de la crítica. En marzo de ese año Jennifer interpretó a la cantante latina Selena, en la película biográfica del mismo nombre, Selena. Con un presupuesto de producción de 20 millones, la película recaudó un total de 65 millones en estados Unidos. Jennifer se convirtió en la primera actriz latina en ganar un millón de dólares por película en Hollywood. Kenneth Turan de Los Angeles Times afirmó que la película fue una de aquellas cintas inolvidables y que la película no es solo una celebración de la vida de Selena, sino también de la actriz que la interpretó pues veía en ella a una futura estrella. Lopez fue nominada al premio Globo de Oro como Mejor Actriz por esta película.
En abril, protagonizó la película de terror Anaconda junto a Ice Cube y Jon Voight, J.Lo era ya una estrella cotizada en Hollywood. Con un presupuesto de 45 millones de dólares, la película Anaconda recaudó un total de 137 millones de dólares en todo el mundo, convirtiéndose en un gran éxito comercial. En octubre de ese mismo año protagonizó junto a Sean Penn y Billy Bob Thornton la película U Turn dirigida por Oliver Stone. La película, basada en la novela Los perros callejeros de John Ridley, recibió las críticas positivas por su gran trabajo en la actuación.
En junio, protagonizó junto a George Clooney Out of Sight, película de Steven Soderbergh, una adaptación de la novela del mismo nombre de Elmore Leonard de 1996. Esta es considerada por la crítica como una de sus mejores actuaciones. En octubre de 1997 prestó su voz para la película de dibujos animados Antz. Con un presupuesto de producción de 105 millones de dólares, la película recaudó un total de 172 millones de dólares en todo el mundo. Jennifer estaba totalmente establecida como actriz, y estaba entre las estrellas más cotizadas de Hollywood.[cita requerida]
En 1998 mandó su demo a varias discográficas y Tommy Mottola, entonces director de Sony Music, la llamó pues había visto la película Selena y pensaba que la actriz de esa cinta sería una estrella mundial. Jennifer firmó ese mismo día contrato con Sony Music y se puso a trabajar con los mejores productores del momento, dirigiendo el proyecto el productor Corey Rooney, quien había trabajado con Mariah Carey, Céline Dion y Destiny's Child.
El 1 de junio de 1999 lanzó su primer álbum, llamado On the 6, en honor a la línea del metro neoyorquino que tomaba todos los días para ir a sus clases de canto. El disco fue un éxito increíble, debutando en el Top 10 del Billboard. Su primer sencillo, If You Had My Love, alcanzó el número uno del Billboard Hot 100. Asimismo lanzó un sencillo para el mercado latino llamado No me ames, un dúo que hizo con el cantante de origen puertorriqueño Marc Anthony. Este dueto también alcanzó el número uno del Billboard Latín Tracks durante diez semanas consecutivas. Su segundo sencillo en inglés, llamado Waiting for tonight, llegó a los diez primeros puestos del Billboard Hot 100. Jennifer no solo era una de las actrices mejor pagadas del mundo, sino que también era una estrella del Pop con un disco exitoso y varios sencillos #1 alrededor del mundo. Lopez regresó a la pantalla grande en agosto para protagonizar la película de suspense psicológico The Cell con Vincent D'Onofrio y Vince Vaughn. La actriz describió su trabajo en The Cell como «una de las experiencias más emocionantes» que tuvo en el cine. Con un presupuesto de producción de 33 millones, la película recaudó un total de 104 millones en todo el mundo.

### 2001-2003:J.Lo, primera fragancia yThis Is Me... Then
Durante el proceso de su segundo álbum, Lopez decidió modificar su imagen y mostrarse como símbolo sexual. El 23 de enero de 2001 salió a la venta su segundo álbum, titulado J.Lo, que era el apodo que utilizaban sus seguidores para llamarla. Este disco debutó en el número uno de ventas en el Billboard Hot 200 y estableció un récord Guinness, pues fue la primera artista en colocar un disco número uno en ventas, al tiempo que una película protagonizada por ella conseguía lo mismo en esa semana. Esta película fue The Wedding Planner, su primera comedia romántica por la cual cobró 12 millones de dólares, logrando ser una de las 10 mujeres mejor pagadas en la historia de Hollywood. El primer sencillo del disco J.Lo fue el tema Love Don't Cost A Thing que fue un éxito mundial y obtuvo el número 1 en las listas de popularidad. Este álbum se relanzó el 24 de julio de 2001 para agregarle un remix del 3.er sencillo I'm real pero esta vez la canción era totalmente diferente pues contaba con nueva letra y estilo hip hop al lado del rapero Ja Rule. Este tema I'm real remix estuvo durante cinco semanas en el número 1 del Billboard Hot 100. Como curiosidad esta era la canción n.º 1 en el momento del atentado a las Torres Gemelas el 11 de septiembre de 2001. Jennifer Lopez estaba en la cima de su carrera, y ya era una de las estrellas más grandes del mundo.
En febrero de 2002 lanzó un disco de remixes muy hip hop J to tha L-O!: The Remixes, que debuta en el número 1 de ventas del Billboard Hot 200, al igual que su primer sencillo, Ain't It Funny (Remix) junto a Ja Rule alcanzó el número 1 del Billboard Hot 100, estableciendo con esto dos récords: ser la única cantante en tener un disco de remixes en el primer puesto en ventas al mismo tiempo que lo hace una canción remix. En mayo de 2002, Jennifer protagonizó la película de suspense Enough en el que interpreta a una mujer llamada Slim, que huye de su casa después de haber sido agredida por su marido. Jennifer cobró 15 millones de dólares por esta película, que recaudó 52 millones de dólares en la taquilla, y recibió críticas poco entusiastas. Durante el rodaje sufrió una crisis nerviosa por el exceso de trabajo. En septiembre, lanzó su primera fragancia, Glow by JLo.
El 26 de noviembre, el mismo mes de su compromiso con Ben Affleck, a quien dedicó la mayor parte del álbum, Jennifer lanza su tercer disco de estudio llamado This is me... Then que logra excelentes ventas, las mejores que había logrado en su semana debut, alcanzando el número 2 del Billboard Hot 200. Su primer sencillo Jenny From The Block se convierte en un éxito mundial y en el vídeo de dicha canción aparece su entonces prometido Ben Affleck. Su segundo sencillo All I Have con la participación del rapero LL Cool J alcanzó el puesto número uno del Billboard Hot 100. Jennifer era una de las principales artistas de la música pop. En febrero de ese año le pidió a su amigo Marc Anthony que le ayude en la producción de una nueva versión de la famosa canción Sway interpretada en los años cincuenta por Dean Martin y que Jennifer interpretaría para la banda sonora de su película Shall we dance?
Junto a Ralph Fiennes protagoniza en cines la comedia romántica Maid in Manhattan, la cual entró en el número uno de la taquilla estadounidense con más de 18 millones, para finalmente recaudar solo en los Estados Unidos 94 millones de dólares. Sumando las recaudaciones internacionales la cifra asciende hasta los 154 millones. En agosto de 2003 Lopez protagonizó junto a Ben Affleck la comedia romántica Gigli. Con un presupuesto de producción de 54 millones de dólares. La película recaudó un total de 7 millones en todo el mundo, convirtiéndose en un fracaso en taquilla. La película recibió universalmente valoraciones negativas de los críticos, que la consideraron como una película muy extraña.

### 2004-2008:Rebirth,Como ama una mujeryBrave

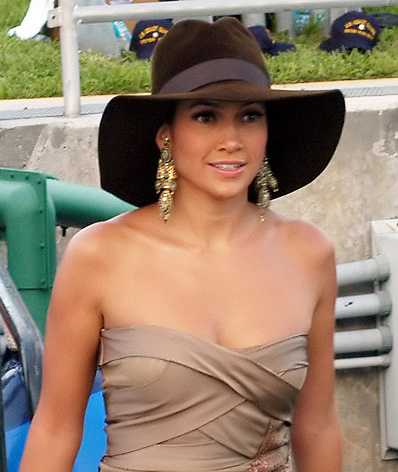
Jennifer López en 2004 en los MTV Video Music Awards.

En marzo de 2004, Lopez tuvo un papel secundario en la película Jersey Girl, junto a Affleck. Su personaje, Gertrude Steiney, muere durante el parto dentro de los primeros 15 minutos de la película. Con un presupuesto de producción de 35 millones, la película fue un fracaso comercial, ganando un total de 6 millones de dólares en taquilla. En octubre, Lopez coprotagonizó junto a Richard Gere el drama Shall We Dance?, una reedición de la película japonesa de 1996 que tenía el mismo título. Con un presupuesto de producción de 50 millones, la película recaudó un total de 170 millones en el mundo.
En 2005 Jennifer debuta con su cuarto álbum de estudio titulado Rebirth, título escogido, pues Lopez se sentía en pleno renacimiento después de haber superado la ruptura con Affleck y el fracaso de Gigli. El disco se lanzó el 1 de marzo y debutó como número uno en ventas a nivel mundial, vendiendo en solo una semana 650.000 copias y se colocó número uno en el Billboard Hot 200. Su primer sencillo, titulado Get Right, que tenía una fusión de funk pop, fue un éxito, alcanzando el número uno en Europa y la posición N.º 12 en la lista de Billboard Hot 100. Sin embargo, Jennifer dejó de promocionar el álbum, al parecer por desacuerdos con su discográfica. Al no tener apoyo alguno, el disco cayó en las listas de ventas.
Bordertown, una película basada en los homicidios de mujeres en la Ciudad Juárez, hizo su estreno en el Festival de Cine de Cannes el 18 de mayo de 2006, coprotagonizada por Lopez. Bordertown fue un fracaso comercial, recaudando un total de ocho millones de dólares en todo el mundo, con su presupuesto de producción de 21 millones. Jennifer Lopez produjo luego DanceLife, un reality show que sigue las vidas de siete bailarines que intentan conseguir un lugar en el mundo de la danza profesional. Se emitió en MTV desde el 15 de enero de 2007 hasta el 5 de marzo.

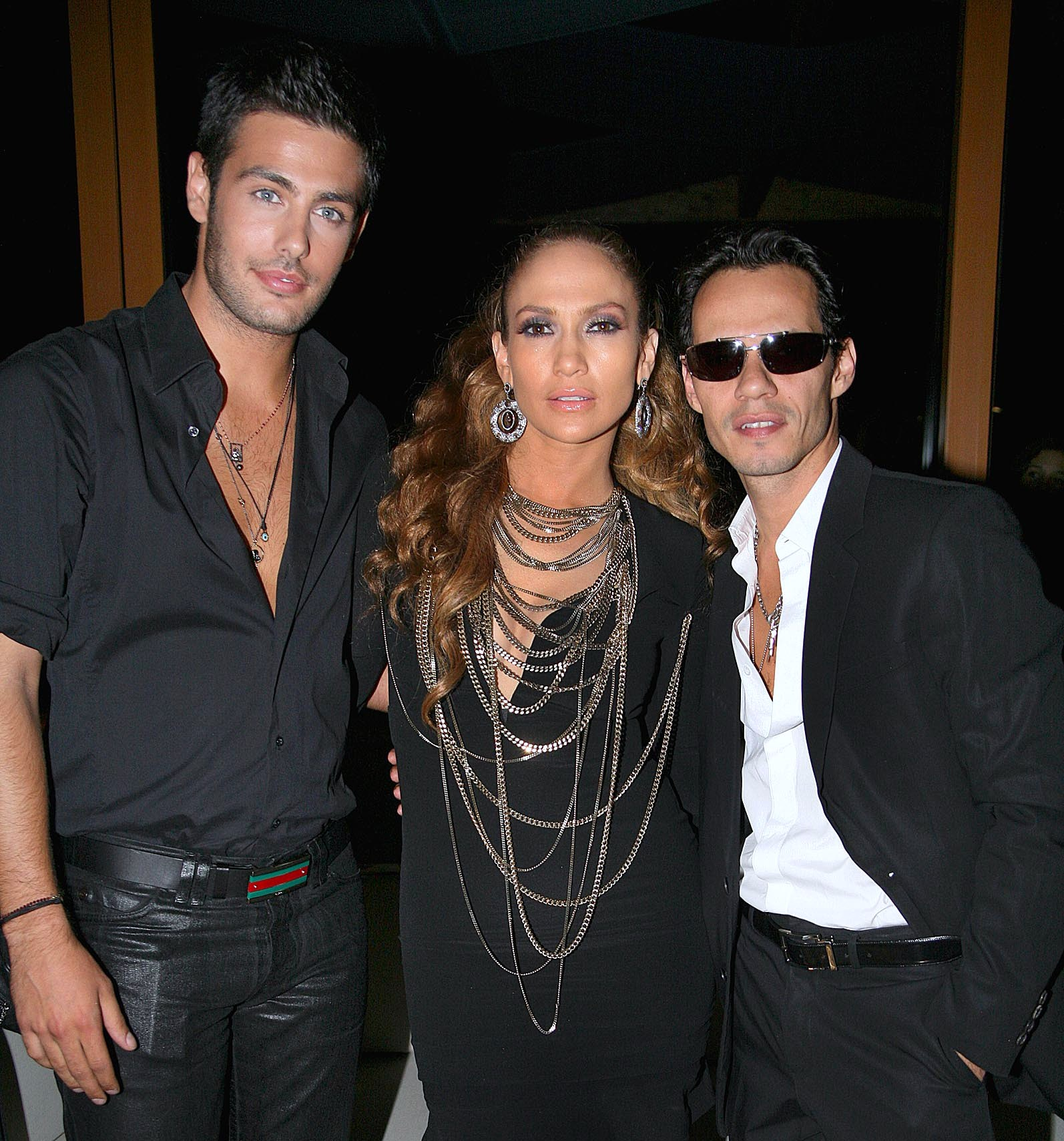
Jennifer Lopez junto a Kostas Martakis y Marc Anthony en Atenas.

El año 2007, Jennifer entra en el mercado musical latino con su quinto álbum de estudio y primer trabajo completamente en español titulado Cómo ama una mujer. El disco de baladas en español fue producido por Estéfano y Julio Reyes. El disco salió a la venta el 27 de marzo, debutando como N.º 1 en ventas, se considera el disco en español más vendido en una semana por una cantante debutante. El primer sencillo fue Qué hiciste, según Lopez, la idea de esta canción surgió del sueño que su marido Marc Anthony tuvo con la cantante española Rocío Dúrcal. La canción fue un éxito internacional y alcanzó el puesto número uno del Billboard Latín Songs. El vídeo musical de Que Hiciste fue el primero en español en alcanzar el número uno del Top 10 del canal en inglés MTV. El segundo sencillo Me haces falta, fue lanzado el verano de ese año; en el videoclip de la canción Jennifer interpreta a una mujer policía que finge estar enamorada de un delincuente para atraparlo, pero en el proceso, ella se enamora verdaderamente de él y se arrepiente de la trampa que le preparó. El disco Cómo ama una mujer se convirtió en el segundo disco en español más vendido en todo el mundo el año 2007, seguido por Papito de Miguel Bosé.
En septiembre del año 2007 Jennifer sale de gira por primera vez acompañada por su esposo Marc Anthony, y juntos recorren los Estados Unidos y Canadá, finalizando la misma en noviembre en la ciudad de Miami donde al final del concierto Jennifer anunció que estaba embarazada. El 9 de octubre de 2007 J.Lo lanzó su nuevo disco en inglés llamado Brave, su sexto disco de estudio y el quinto en inglés. El primer sencillo fue Do It Well, un tema pop lanzado el 21 de agosto de ese año a todas las estaciones de radio que alcanzó el puesto número uno en el Billboard Dance Chart. El disco debutó muy bajo en las listas ventas. «Hold It Don't Drop It» fue el sencillo internacional de Brave, acompañado de un video en el que no se nota el embarazo de la diva estadounidense. La canción alcanzó el puesto número uno del Billboard Dance Chart. Para el mercado estadounidense el segundo sencillo sería la canción Brave, para el que se filmó un video musical dirigido por Michael Haussman, pero que no se lanzó al público. En enero de 2008 Jennifer lanza Por arriesgarnos el tercer sencillo de su disco en español Como ama una mujer; en el vídeo se muestra un collage de imágenes de la gira de conciertos de Lopez en 2007 y escenas de detrás de las cámaras en dichos conciertos.

### 2009-2010:El plan B, Ruptura conSonyy American Idol

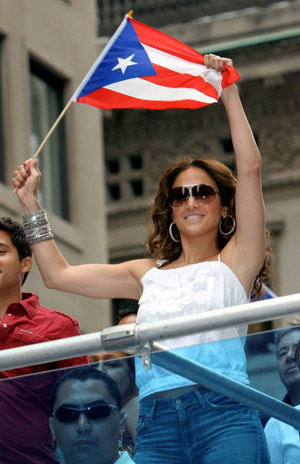
Jennifer Lopez durante el desfile puertorriqueño en 2009

Jennifer asiste en febrero de 2010 al programa Saturday Night Live para iniciar la promoción de la película El plan B, y además canta en vivo dos temas nuevos que vendrán en el disco Love?, los cuales son Until It Beats No More y Starting Over. Jennifer se presenta en varios programas como Letterman, Jay Leno y Ellen para hablar sobre el estreno de la película. El 23 de abril se estrena El plan B con éxito; e inicia una gira por Europa para apoyar el lanzamiento de la película.
Por aquella época, Sony y la cantante rompen su relación, según rumores, la compañía no compartía las alternancias musicales de Jennifer (entre idioma inglés y español, entre ritmos bailables y baladas latinas). Sony tal vez pensó que Lopez había desdibujado o perdido su perfil comercial porque con tantos cambios, y con el paso de la edad, no era tan fácil de etiquetar como antes. Pero la cantante seguiría sorprendiendo con más éxitos. El 18 de mayo, Jennifer se presenta en los World Music Awards, donde recibe un premio por su contribución a la música en estos 10 años de carrera como cantante; y además interpreta en vivo un medley con todos sus éxitos. El 19 de octubre de 2010, Lopez confirmó desconocer la fecha de salida de su nuevo álbum Love? en el programa de revista The Talk; sin embargo aseguró que el vídeo promocional, Good Hit, saldría pronto.
Al momento de firmar un nuevo contrato con Island Records, reanudó la creación de su nuevo álbum. En junio, tras la salida de Ellen DeGeneres de American Idol, se informó que Lopez estaba a punto de unirse como jurado de la temporada de diez. Durante este mismo tiempo, Lopez y Anthony decidieron si querían un papel en The X Factor por su apelación a los mercados latinoamericanos e internacionales. Se anunció oficialmente en septiembre que Lopez se unía a la décima temporada de American Idol. MTV dijo que el acuerdo era «mutuamente beneficioso para todos los involucrados», mientras que CNN informó que Lopez estaba viendo como una decisión de reactivar su carrera, mientras que los productores de American Idol creían que Lopez y Steven Tyler fortalecerían las cifras de audiencia.

### 2011-2018:American Idoly residencia en Las Vegas

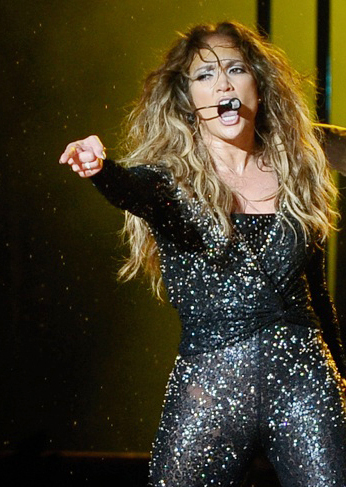
Jennifer Lopez cantando en Malasia.

Un «gran punto de inflexión» en la carrera de López se produjo en 2011, cuando se unió al panel de jueces de la serie de competencia de canto American Idol. Aceptó el trabajo en un momento en que «no le ofrecían un montón de películas» y el programa le devolvió la prominencia. Hannah Elliot de Forbes lo describió como «un regreso notable»: «Idol la humanizó. Los espectadores que solo conocían a una sirena que llamaba la atención conocieron a una madre soltera trabajadora, empática y hecha a sí misma, que se emocionaba cuando a los concursantes les iba bien y cuando fallaban». Regresó como juez para la undécima temporada, ganando 20 millones de dólares, y nuevamente para la decimotercera temporada, ganando 17,5 millones de dólares. Se convirtió en embajadora de marca de L'Oréal, Venus y Fiat, y lanzó Jennifer Lopez Collection, una línea de ropa y artículos para el hogar con Tommy Hilfiger para Kohl's.
Después de firmar un nuevo contrato de grabación con Island Records, el séptimo álbum de estudio de López, Love?, fue lanzado a principios de 2011. Si bien el álbum en sí fue un éxito comercial moderado, el sencillo «On the Floor» fue una de las canciones más exitosas del año. Alcanzó el número tres en el Billboard Hot 100, convirtiéndose en su sencillo con las listas más altas como artista principal desde «All I Have». El álbum de grandes éxitos de Lopez, Dance Again... the Hits, fue lanzado a mediados de 2012 para cumplir con sus obligaciones contractuales con su antiguo sello Epic Records. Lopez, que se estaba divorciando de Anthony y atravesaba la «ruptura de una familia», sintió como si el único sencillo del álbum, «Dance Again», le hubiera llegado en el «momento perfecto». «Dance Again» alcanzó el número 17 en el Billboard Hot 100 de Estados Unidos. Lopez lanzó Dance Again World Tour, su primera gira de conciertos como cabeza de cartel, a mediados de 2012. Recaudó más de $1 millón por espectáculo. También ese año, lanzó Teeology, una marca de camisetas de lujo.
Lopez regresó a la pantalla grande en 2012, protagonizando junto a un elenco la película What to Expect When You're Expecting, basada en la novela del mismo nombre. Lopez prestó su voz a Shira, un tigre dientes de sable, en la película animada Ice Age: Continental Drift, la cuarta película de la franquicia Ice Age. También en 2012, un concurso de talentos, ¡Q'Viva! The Chosen siguió a Lopez, Anthony y al director y coreógrafo Jamie King mientras viajaban por 21 países de Latinoamérica para encontrar nuevos talentos para un espectáculo en Las Vegas. En 2013, López protagonizó junto a Jason Statham el thriller criminal Parker, en el que interpretó a Leslie. Su actuación obtuvo críticas positivas, y el Chicago Tribune elogió el papel por darle a López «la oportunidad de ser dramática, romántica, divertida, deprimida, eufórica y violenta. El público se queda con ella todo el tiempo». Lopez se convirtió en la directora creativade nuvoTV y fundó la marca minorista de teléfonos móviles Viva Móvil. Fue productora ejecutiva de la serie de televisión The Fosters.

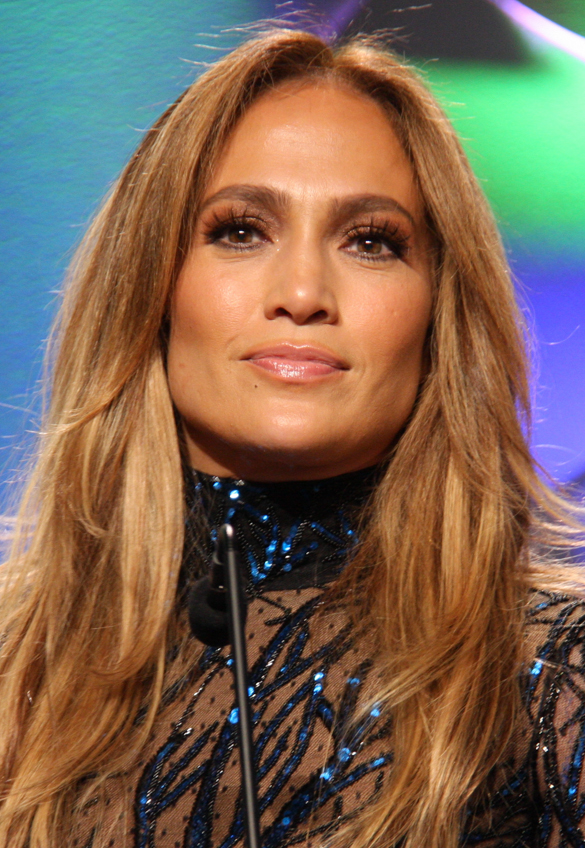
Lopez en los 25th GLAAD Media Awards en 2014.

El octavo álbum de estudio de Lopez, A.K.A., fue lanzado a mediados de 2014 a través de Capitol Records, experimentando ventas mediocres. El álbum produjo tres sencillos: «I Luh Ya Papi», con French Montana, «First Love» y «Booty», con Iggy Azalea. Alcanzaron los puestos 77, 87 y 18 respectivamente en el Billboard Hot 100. También ese año, Lopez lanzó «We Are One (Ole Ola)», la canción oficial de la Copa Mundial de la FIFA 2014 junto con Pitbull y Claudia Leitte. López se asoció con Endless Jewelry en una variedad de joyas y lanzó un libro, True Love, que se convirtió en un éxito de ventas del New York Times.
En 2015 vio el lanzamiento de The Boy Next Door, un thriller erótico que Lopez coprodujo y protagonizó como una maestra de secundaria que se involucra con un estudiante, lo que eventualmente lo lleva a su peligrosa obsesión con ella. La película recibió críticas negativas de los críticos. A pesar de esto, se convirtió en su estreno más exitoso en taquilla para una película de acción real desde Monster-in-Law. López tuvo un papel de voz en la película animada Home. y contribuyó con el sencillo «Feel the Light» a la banda sonora oficial de la película. Lopez también protagonizó la película dramática independiente Lila & Eve, junto a Viola Davis.
De 2016 a 2018, Lopez tuvo un concierto de residencia, All I Have, en el Teatro Zappos de Planet Hollywood en Las Vegas. Realizó 120 espectáculos durante los tres años, recaudando más de 100 millones de dólares en venta de entradas. Al comienzo de la residencia, Lopez firmó un contrato de varios álbumes con su antiguo sello Epic Records pero, en lugar de un álbum, optó por lanzar sencillos independientes que incluyen «Ain't Your Mama», «Ni tú ni yo», «Amor, Amor, Amor», «El Anillo» y «Dinero», con DJ Khaled y Cardi B. Las listas más altas de estos fueron «Ain't Your Mama» y «Dinero», alcanzando 76 y 80 respectivamente en el Billboard Hot 100, mientras que el video musical del primero recibió más de 800 millones de visitas en YouTube. En colaboración con Giuseppe Zanotti, Lopez diseñó una colección cápsula de zapatos y joyas y, con Inglot Cosmetics, lanzó una colección de maquillaje de edición limitada.
De 2016 a 2018, Lopez produjo y protagonizó la serie de drama criminal de NBC Shades of Blue como la detective Harlee Santos, una madre soltera y detective de la policía en la ciudad de Nueva York que se infiltra para que el FBI investigue a su propio escuadrón. Protagonizada junto al gran Ray Liotta, la actuación de Lopez recibió críticas positivas. Lopez fue productora ejecutiva y juez de la exitosa serie World of Dance de NBC. Lopez repitió su papel de voz como Shira en la película animada Ice Age: Collision Course (2016).
En 2018, Lopez fue nombrada una de las 100 personas más influyentes del mundo por Time, y protagonizó la película de comedia Second Act, dirigida por Peter Segal; también produjo la película y grabó el sencillo «Limitless» para su banda sonora. Second Act obtuvo críticas mixtas de los críticos, pero se desempeñó bien en la taquilla, recaudando $72,3 millones durante su carrera teatral.

### 2019-2023:Hustlers, espectáculo de medio tiempo del Super Bowl LIV yThis Is Me... Now

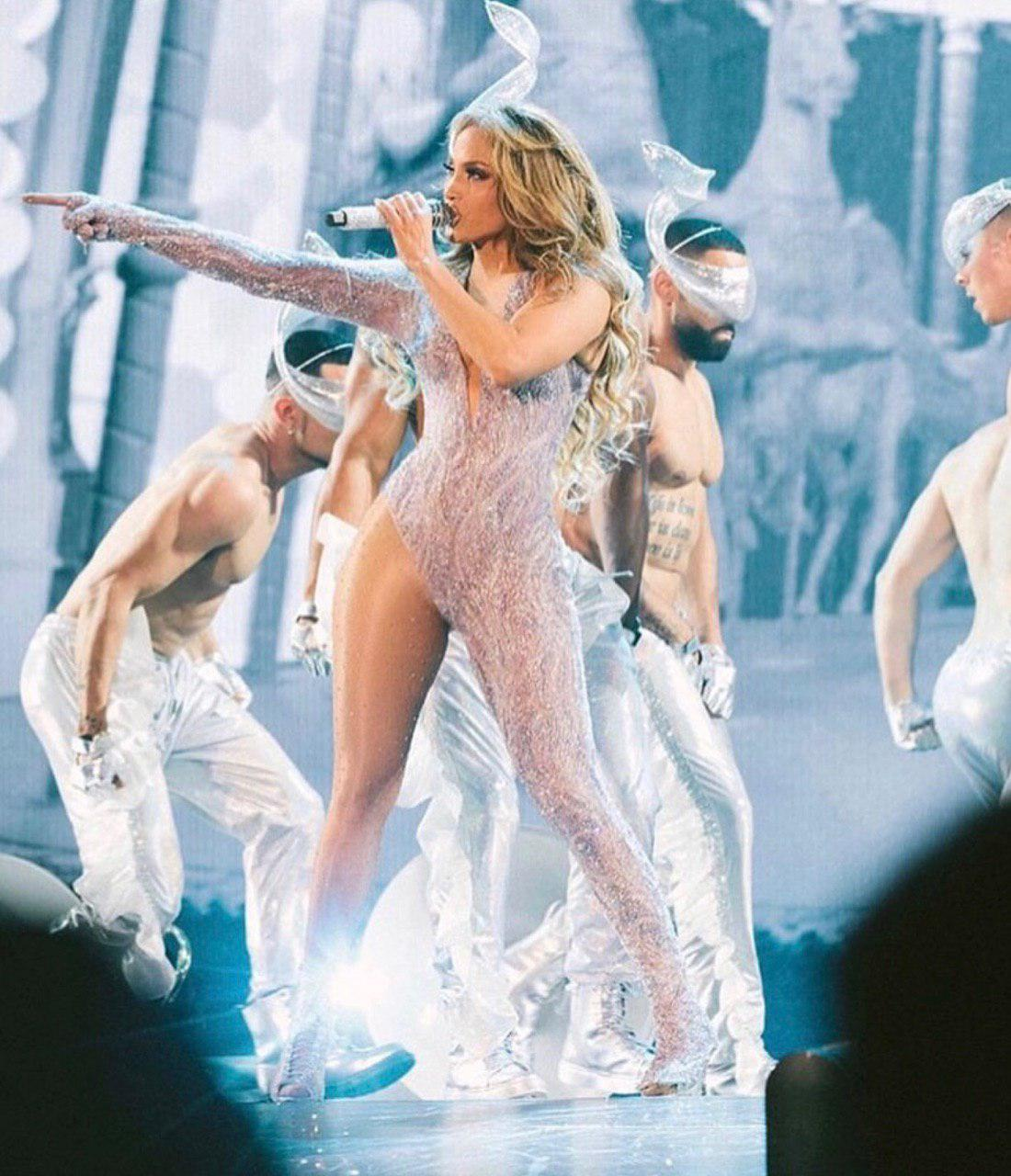
Lopez actuando durante su gira It's My Party Tour en julio de 2019.

Lopez protagonizó la película Hustlers (2019), en la que también se desempeñó como productora ejecutiva, y que recaudó más de 100 millones de dólares solo en ingresos de taquilla en Norteamérica. Dirigida por Lorene Scafaria, la película está inspirada en una historia real, siguiendo a un grupo de strippers de Manhattan que estafa a hombres adinerados. La interpretación de Lopez de una estríper veterana en Hustlers obtuvo elogios de la crítica, y algunos la consideraron la mejor actuación de su carrera como actriz. La película también le dio a Lopez su fin de semana de estreno más alto en la taquilla para una película de acción en vivo (recaudando $33,2 millones), y obtuvo sus nominaciones a Mejor actriz de reparto en los Premios Globo de Oro, Premios del Sindicato de Actores, Premio de la Crítica Cinematográfica y Premios Independent Spirit, pero desairado de una nominación en los Premios Óscar. El éxito de Hustlers ha sido considerado por varios medios de comunicación como un regreso como actriz para Lopez. Fue anunciada como la cara global de la marca Coach y lanzó una colección de gafas de sol con la marca Quay Australia. También en septiembre de 2019, Lopez modeló una versión actualizada de su vestido Green Versace en la Semana de la Moda de Milán; su aparición generó 31,8 millones de dólares en valor de impacto mediático total. También se convirtió en productora ejecutiva de las dos series de televisión, Good Trouble y Thanks a Million.
En 2019, Lopez se embarcó en una gira internacional de conciertos, It's My Party Tour, para celebrar su 50 cumpleaños; la gira recaudó aproximadamente 54,7 millones de dólares en 38 espectáculos. En febrero de 2020, Lopez co-encabezó el espectáculo de medio tiempo del Super Bowl LIV en Miami, Florida junto a Shakira; la actuación contó con la participación de su hija Emme Muñiz. La actuación fue ampliamente elogiada y actualmente es el espectáculo de medio tiempo del Super Bowl LIV más visto hasta la fecha. En enero de 2021, actuó en la toma de posesión del presidente Joe Biden en 2021 en Washington D. C., donde cantó «This Land Is Your Land» y «America the Beautiful», mientras recitaba la última frase del Juramento a la bandera en español. También lanzó varios sencillos entre 2019 y 2021, entre ellos: «Medicine» con French Montana, «Pa' ti + Lonely» con Maluma y «Cambia el Paso» con Rauw Alejandro. En enero de 2021, Lopez lanzó su línea para el cuidado de la piel, JLo Beauty.
A mediados de 2021, Lopez firmó un contrato de varios años con Netflix para producir una variedad de películas y programas de televisión a través de Nuyorican Productions. Lopez protagonizó junto a Owen Wilson y Maluma la comedia romántica Marry Me, que se filmó a fines de 2019 y se estrenó en febrero de 2022. La película recaudó más de $50 millones en taquilla y se convirtió en la película de día y fecha más reproducida en Peacock y recibió críticas generalmente mixtas de los críticos. Lopez también lanzó una banda sonora para la película, que generó los sencillos «On My Way» y «Marry Me». A fines de marzo de 2022, realizó una presentación en vivo de «On My Way» y «Get Right» junto al ganador de un Grammy y un Tony, Billy Porter, y algunas de las reinas de RuPaul's Drag Race, en relación con su recepción del Icon Award en los iHeartRadio Music Awards de 2022. Su siguiente proyecto fue el documental Jennifer Lopez: Halftime (2022), que se centra en la vida de López tras el lanzamiento de Hustlers y en preparación para su actuación en el Super Bowl 2020. Halftime obtuvo críticas positivas de los críticos de cine.
En octubre de 2022, Jimmy Fallon y Lopez lanzaron un libro para niños, Con Pollo: A Bilingual Playtime Adventure, que se convirtió en un éxito de ventas del New York Times. La comedia de acción Shotgun Wedding, una película que se filmó de febrero a abril de 2021 en la República Dominicana, y que protagoniza junto a Josh Duhamel y Jennifer Coolidge, se estrenará directamente en Amazon Prime Video el 27 de enero de 2023. En octubre de 2021 y marzo de 2022, Lopez estuvo en locaciones en Canadá y Gran Canaria para el largometraje de acción The Mother, dirigido por Niki Caro, y cuyo estreno está previsto en Netflix en mayo de 2023. Lopez filmó el thriller de ciencia ficción Atlas de septiembre a noviembre de 2022. Tiene varios proyectos en proceso como productora, y un próximo álbum de estudio llamado This Is Me... Now, cuyo lanzamiento está programado para 2023.

## Arte

### Influencias y estilo musical

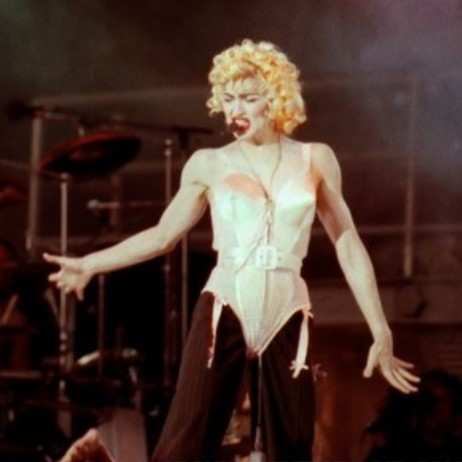
López citó a Madonna como su «primera gran influencia musical».

López ha citado a Madonna como su «primera gran influencia musical», explicando: «Para mí todo se trataba de Madonna. Ella me inspiró a querer cantar, bailar y trabajar duro». Otras «grandes influencias en [su] vida» incluye a Tina Turner, Whitney Houston, James Brown y Michael Jackson. Al crecer, estuvo influenciada por estilos de música latina que van desde la salsa hasta la bachata, y por artistas como Celia Cruz y Tito Puente. Fue la canción de hip hop de 1979 «Rapper's Delight» de The Sugarhill Gang la que, según ella, cambió su vida. También se sintió «enormemente inspirada en su juventud» por la actuación de Rita Moreno en la película musical de 1961 West Side Story, y señaló que ella «era puertorriqueña» como ella en una época en la que eso era raro en Hollywood. Hablando de que los musicales son una influencia esencial, dijo que «los musicales fueron parte del tapiz de mi infancia» y, dándole crédito a su madre, dijo: «Mi madre también fue la madre que me metió en los musicales y me presentó a todos». Otra influencia importante en López es Barbra Streisand, quien afirma que «observar su carrera a lo largo de los años, verla cantar, actuar y dirigir, fue muy Me resulta inspirador». López ha citado a Janet Jackson como una gran inspiración para su propio baile y sus videos, afirmando que «probablemente comenzó a bailar» debido al video musical de Jackson para «The Pleasure Principle». Ha dicho que también mira las carreras de Cher y Diana Ross, y ha sido influenciada por artistas más jóvenes como Lady Gaga.
Según el autor Ed Morales en The Latin Beat: The Rhythms And Roots Of Latin Music From Bossa Nova To Salsa And Beyond (2003), la música de López explora la «inocencia romántica» de la música latina, al tiempo que se identifica fuertemente con el hip hop. Su álbum debut On the 6 fusiona la influencia de la música latina con el R&B y el hip hop, que López describió como soul latino. Por el contrario, Morales lo describió como «dance pop de última generación». Dee Lockett, que escribe para el Chicago Tribune, afirmó que canciones como «Waiting for Tonight» convirtieron a López en «posiblemente el artista líder en el movimiento dance-pop de la época». Aunque canta principalmente en inglés, habla en español y afirma su herencia latina a lo largo del álbum, lo cual es evidente en la canción «Let's Get Loud». También ha grabado canciones bilingües, incluida la canción de pop latino «Cariño», para su segundo álbum J.Lo. Una desviación de sus álbumes anteriores, This Is Me... Then combina el soul de los 70 con el hip hop «callejero».
Descrita como autobiográfica, gran parte de la música de López se ha centrado en los «altibajos» del amor. El contenido lírico de This Is Me... Then se centra en gran medida en su relación con Ben Affleck, y la canción «Dear Ben» se describe como la «pieza central brillante» del álbum. Las dos canciones inspiradas por Ben «I'm Glad» y «Baby I Love U!» volviéndose aún más significativa para la historia de Bennifer con el tiempo. Su primer álbum de larga duración en español, Como Ama una Mujer, presenta letras introspectivas sobre el romance, la angustia y el autodesprecio. Al explicar su séptimo álbum de estudio Love?, López afirmó: «Todavía hay mucho que aprender y por eso el signo de interrogación». Otros temas recurrentes en la música de López han incluido su educación en el Bronx y empoderamiento de la mujer.
Algunos críticos han considerado que la voz de López es limitada, y eclipsada por la producción de su música, sin dejar de ser «amigable con la radio». Rob Sheffield de Rolling Stone comentó: «En lugar de una pirotecnia vocal tensa, López se apega al discreto murmullo de R&B de una superestrella que no necesita cantar porque sabe que ya estás prestando atención [...] Ella hace un poco de va-va y mucho voom hacen mucho». Mientras tanto, Stephen Thomas Erlewine de AllMusic calificó su voz de «ligera» y escribió: «López nunca, nunca se centró en cantar; se centró en el estilo». Entertainment Weekly criticó su interpretación vocal por carecer de la característica «voluptuoso con voz ronca» que tiene en sus películas. J. D. Considine de The Baltimore Sun considera que López tiene una gama estilística «entrecortada», pero carece de personalidad.

### Danza y escenario

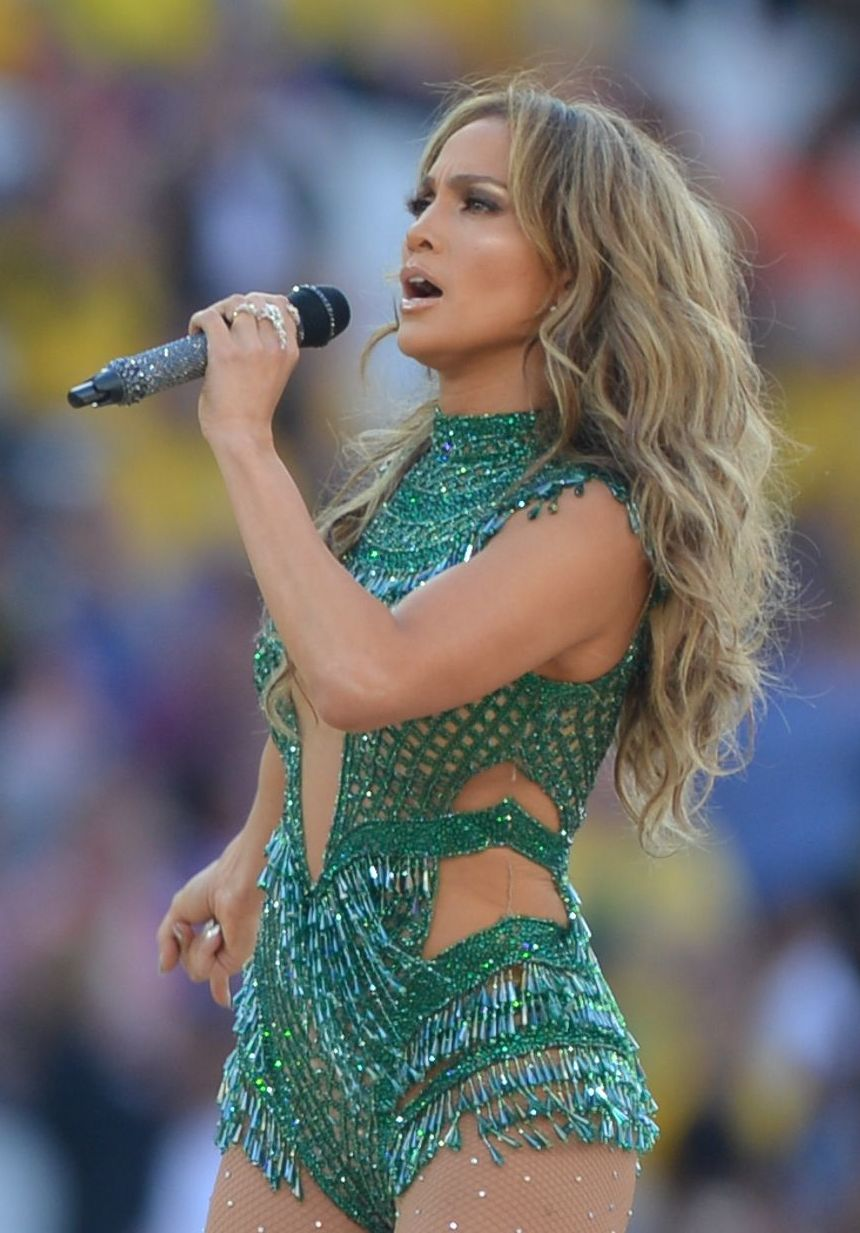
López actuando durante la ceremonia de apertura de la Copa Mundial de la FIFA 2014 en Brasil.

Considerada una de las «mayores historias de éxito» de la danza, Refinery29 clasificó a López en el puesto número dos entre «11 de los bailarines más icónicos del pop» en 2015. López sintió una conexión emocional con la danza desde su juventud, cuando se especializó en ballet, jazz y flamenco. Su carrera comenzó en la serie de comedia de televisión de variedades In Living Color, donde formó parte de un grupo de baile étnicamente diverso conocido como Fly Girls. Desde que comenzó su carrera musical, López se ha hecho conocida por sus videos musicales que enfatizan el cuerpo, que a menudo incluyen rutinas de baile. Holly Thomas de CNN señaló que «los años de experiencia profesional en danza de López le dieron una presencia cautivadora e imponente en sus videos». Algunos de estos videos han sido objeto de controversia, incluidos «Jenny from the Block», «Dance Again» y «Booty». Su vídeo musical provocativamente coreografiado para «If You Had My Love» le permitió a López convertirse en una figura dominante en las cadenas MTV en todo el mundo. Madeline Roth de MTV escribió: «Su diversa videografía abarca algunas de las imágenes más memorables del siglo XXI», y la escritora de Rolling Stone, Brittany Spanos, observó que sus «habilidades de baile y su capacidad para jugar con su propia celebridad han hecho que sus videos una parte importante del canon pop del nuevo milenio».
En el escenario, López es reconocida por su talento para el espectáculo y su atractivo sexual, y a menudo incluye disfraces como monos como parte de su actuación. La autora Priscilla Peña Ovalle afirmó en Dance and the Hollywood Latina: Race, Sex and Stardom (2011) que López era una de las estrellas latinas que «usó la danza para ganar agencia como artistas en activo con carreras convencionales, sin embargo, muchos de sus roles paradójicamente eran racializados y sexualizado sus cuerpos». Troy Patterson de Entertainment Weekly también observó que usaba su cuerpo para enfatizar en el escenario: «Resultó ser la hiperversión de la chica mosca del poder posfeminista, haciendo alarde de su control jugando con la amenaza del exceso. En consecuencia, su estrella se convirtió en supernova». Sus movimientos característicos incluyen «pivotar en el sentido de las agujas del reloj con círculos de salsa en la cadera y ondulaciones secuenciales del torso». Si bien se destacó por la sincronización de labios en las primeras etapas de su carrera, la gira mundial Dance Again World Tour de López fue elogiada por mostrar voces en vivo y coreografías sincrónicamente. En una reseña de su residencia en Las Vegas All I Have, el escritor de Los Angeles Times, Nolan Feeney, comentó que su baile es «sin duda la pieza central del espectáculo».
Las provocativas actuaciones teatrales de López también han sido objeto de escrutinio en ocasiones. En mayo de 2013, su actuación en el final de la serie de televisión Britain's Got Talent se consideró inapropiada para la televisión familiar y generó quejas de los espectadores ante Ofcom. Tras su controvertida actuación en el festival musical Mawazine en 2015, el primer ministro marroquí, Abdelilah Benkirane, la calificó de «indecente» y «vergonzosa», mientras que un grupo educativo afirmó que ella «perturbó el orden público y empañó el honor y el respeto de las mujeres».

## Imagen pública

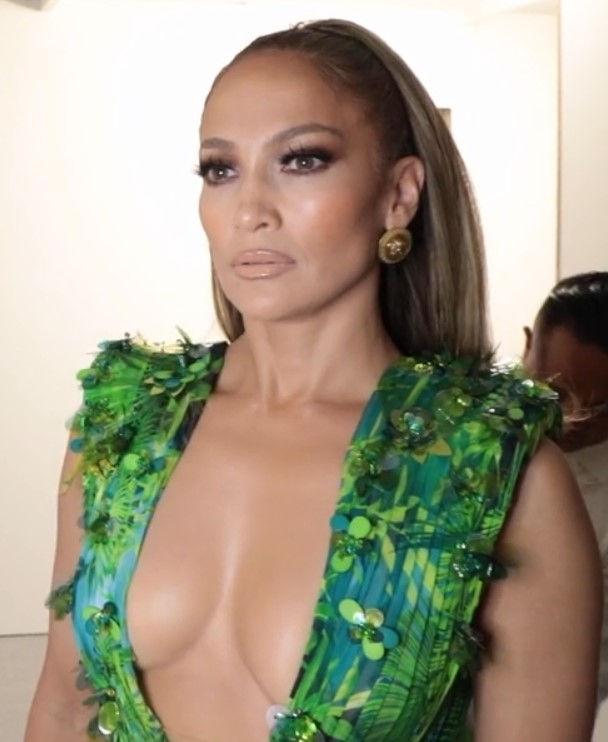
López luciendo una versión actualizada de su icónico vestido verde de Versace en la Semana de la Moda de Milán en septiembre de 2019.

Al escribir sobre la imagen de López, Andrew Barker de Variety observó: «A pesar de una imagen cuidadosamente cultivada como una imperiosa emperatriz del pop con trajes ridículamente caros, sus éxitos característicos llevan los títulos 'I'm Real' y 'Jenny From the Block'. Ella logró la transición peligrosa de actriz a estrella de la música sin que pareciera que alguna vez eligió ninguno de los dos como su trabajo principal. Se estableció como un símbolo sexual a menudo provocativo, mientras que su comportamiento dejaba muy claro que no te está pidiendo que vengas aquí». En 2002, Lynette Holloway del The New York Times describió a López como sobreexpuesta. Ella escribió: «Perdónate si ves a Jennifer López mientras duermes. Ella está en todas partes». Holloway señaló que su imagen era «una pizca de fabulosidad del gueto» y «respetabilidad de clase media» para atraer a las masas. Entertainment Weekly observó un cambio en su perfil público al unirse a American Idol en 2011, escribiendo: «Atrás quedó su antigua arrogancia de perra; J. Lo 2.0 es una madre terrestre integral y Oprahfied». Ray Martin la describe como un «fenómeno del mundo del espectáculo».
López es ampliamente celebrada por su figura calipigia. Se le atribuye haber influido en un cambio en la imagen corporal femenina dominante. En Latin Sensations (2001), Herón Márquez escribió: «Como no era muy delgada, López había roto el molde y permitió que millones de mujeres se sintieran bien con sus cuerpos. De repente, estaba bien que las mujeres tuvieran caderas, curvas, y un gran trasero». Vanity Fair describió sus nalgas como «en sí mismas, un ícono cultural». La revista Details nombró a López como la «Mujer más sexy del año» en 1998, y encabezó dos veces la lista de las «100 mujeres más sexys del mundo» de FHM. En 2011, People la nombró «La mujer más bella». Al año siguiente, VH1 la clasificó en el cuarto lugar en su lista de «100 artistas más sexys», mientras que la revista Vibe la nombró la celebridad más «lujuriosa» de los últimos veinte años. En 2014, López declaró: «En Estados Unidos existe esa idea curiosa de que no puedes ser madre y ser sexy (...) Es la cosa más loca que he escuchado en mi vida [...] La verdad es que las mujeres pueden ser sexys hasta que el día que mueren». En Jennifer Lopez: Halftime (2022), dijo además: «Creo que, a veces, como mujeres, pensamos: 'si soy demasiado sexy, no me tomarán en serio'; Se supone que debemos celebrar a las mujeres en todos los sentidos de quiénes son: inteligentes, fuertes, sensuales. No puedes simplemente cancelar diferentes partes de quién eres. Todas pueden coexistir y ser muy auténticas y reales».
López ha aparecido en los tabloides y ha admitido tener una imagen pública «menos que perfecta». Los medios han hecho comparaciones entre López y la actriz Elizabeth Taylor, debido a sus numerosas relaciones fallidas, y los medios han apodado a López como una «Liz Taylor moderna». Lynn Hirschberg de W comparó su glamorosa personalidad pública con la de Taylor. Su estilo fue descrito por Lauren Savage de Billboard como «con poca ropa». La propia López ha dicho que le gusta «buscar inspiración para su propio estilo en las mujeres que personifican el glamour del viejo Hollywood, como Rita Hayworth», Ava Gardner y Marilyn Monroe, pero como «creció en el Bronx», su estilo ha cambiado «una influencia más urbana, hip-hop» también. Su sentido del estilo sigue siendo una gran parte de su imagen pública.
Ha adquirido mala fama de «diva» exigente, algo que ella niega: «Siempre me ha fascinado lo bien que tenemos que comportarnos que los hombres». Añadiendo que, «recibí el apodo de ser 'la diva', que nunca sentí que merecía, que no merezco, porque siempre he sido una gran trabajadora, puntual, haciendo lo que se supone que debo hacer, y conseguir esa etiqueta porque alcanzas una cierta cantidad de éxito». En 2003, The Observer comentó que López era «la mujer inmortalizada en un millón de titulares como 'la diva más exigente de Hollywood' [...] López debe preguntarse qué crimen atroz ha cometido para convertirse en la mujer más vilipendiada de la cultura popular moderna». El actor y cineasta Ben Affleck ha observado que la razón de su reputación tiene algo que ver con el racismo y el sexismo: «La gente era tan jodidamente mala sobre ella; se escribieron cosas sexistas, racistas y feas y viciosas sobre ella de tal manera que si las escribieras ahora, literalmente te despedirían por decir algunas de las cosas que dijiste».

## Mercadotecnia

### Líneas de ropa
Lopez lanzó su propia línea de ropa en 2003, llamada «JLO by Jennifer Lopez»; la línea incluye diferentes tipos de ropa para las mujeres jóvenes, incluyendo tejanos, camisetas, chaquetas, cinturones, bolsos y ropa interior. Además también lanzó una línea de joyería y una línea de accesorios que incluye sombreros, guantes y bufandas. Jennifer asistió a la Campaña de invierno de Louis Vuitton en 2003. En 2005, lanzó una nueva línea de ropa llamada «Sweetface». A finales de 2007, se retiró JLO by Jennifer Lopez y puso en marcha una nueva línea para la gente joven llamado «JustSweet». Sus líneas de moda han sido parte de muchos eventos de la semana de la moda en Nueva York. Jennifer ha lanzado una nueva línea de moda con de tiendas departamentales Kohl. La colección incluye ropa deportiva, vestidos, bolsos, joyas, zapatos y ropa de noche. También en colaboración con tiendas departamentales Kohl en 2013 produjo el lanzamiento de una nueva línea de vestidos que todos pudiesen comprar para combatir el cáncer de mama.

### Fragancias
Jennifer se incursionó en la industria de los perfumes, con su debut Glow by J.Lo. En octubre de 2003, presentó un perfume llamado «Still», después de revisar «Glow by J.Lo», el año anterior mediante la creación de una edición limitada de un spin-off, «Miami Glow by J.Lo», en homenaje a la ciudad de Miami. También ha introducido una línea de «Glow» de lociones para el cuerpo y productos para el bronceado. Para la temporada de Navidad de 2005 lanzó otra fragancia «Live by Jennifer Lopez». Y para el día de San Valentín de 2006 lanzó «Love at First Glow by J.Lo». Su próxima fragancia, «Live Luxe», fue transmitida en 2006, con «Glow After Dark» en enero de 2007. En 2010 produjo dos nuevas fragancias: «Love & Glamour» y «New Fragrance Love and Light». En 2012 produjo dos nuevas fragancias: «Eau the Glow» y «Glowing». En 2013 Lopez lanzó dos nuevas fragancias: Forever Glowing y JLove. En 2014, Lopez lanzó otras dos nuevas fragancias: «Glowing Goddess», «Wild Glow». En 2015 tras el rotundo éxito de esas dos fragancias de 2014 sacó «JLuxe». En 2016, Jennifer lanzó una nueva fragancia llamada «Dark Wood».

### Otros medios
Jennifer fundó una compañía de producción de televisión y cine, Nuyorican, junto con su mánager, Benny Medina. Su bailarín y exmarido Cris Judd tuvo un papel dentro de la empresa cuando él y Jennifer estaban todavía casados. En mayo de 2013 fue nombrada la directora creativa del nuevo canal, nuvoTV. El 12 de abril de 2002, Jennifer abrió un restaurante de Cuba en el distrito de South Lake, California, llamado «Madre's». Además, Lopez también tiene varios restaurantes.

## Filantropía
Además de su carrera como actriz y cantautora, Lopez ha contribuido en varias obras humanitarias y de caridad. En mayo de 2001, Jennifer asistió a una obra de caridad para UNICEF, junto con el mago David Copperfield. El 14 de febrero de 2007, recibió reconocimiento y agradecimiento como productora y actriz de Bordertown, una película en contra de los asesinatos y maltratos de las mujeres de Ciudad Juárez. José Ramos-Horta, que ganó el Premio Nobel de la Paz, entregó el premio a Jennifer en el Festival Internacional de Cine de Berlín. Además también recibió reconocimiento de Norma Andrade.
Además de esto, es una gran defensora de Hospital de niños de los Ángeles, y fue galardonada con un premio humanitario por los niños, en septiembre de 2004. Desde entonces, frecuentemente suele ir a visitar a los niños de dicho hospital. En 2008 participó en la Naútica Malibu Triathlon. A finales de 2011, Lopez decidió a poner en marcha, junto con su hermana Linda la Fundación Maribel para ayudar a mujeres y niños, ya que ella sufrió mucho tras encontrarle un bulto a su pequeña hija Emme, que no resultó ser nada.
La actriz se comprometió a promover las vacunas contra la tos ferina. Trabajó con asociaciones conocidas como «Sounds of Pertussis» o «March of Dimes», para evitar que los adultos puedan contagiar a los niños la tos ferina. En la noche del 27 de noviembre de 2012 durante una cena de gala fue galardonada por su organización, sin fines de lucro, «Lopez Family Foundation».
A finales de marzo de 2013 fue invitada como la huésped de honor al evento benéfico celebrado en Phoenix, Celebrity Fight Night, donde también comenzó una campaña contra la enfermedad de Parkinson. En mayo de 2013 confirmó su presencia en el concierto del 1 de junio organizado en Londres, para mejorar las condiciones de todas las mujeres del mundo. En mayo de 2013, Lopez lanzó su propia gama de prendas de bajo costo, cuyos precios no excedieron de los 15 dólares para que resultasen accesibles al público general, los beneficios sacados irán destinados íntegramente a financiar la erradicación del cáncer de mama, un proyecto que la estrella desarrolla en colaboración con la cadena de grandes almacenes Kohl. En verano de 2013, se convirtió en la productora ejecutiva de la serie de televisión The Fosters, una serie en la que dos lesbianas crían a su hijo y se casan y donde Lopez dio a conocer que está a favor de la homosexualidad femenina. En 2015, la ONU nombró Lopez como la primera mujer Portavoz y Defensora de las niñas y las mujeres ante esta entidad internacional. Con la ayuda de su propia fundación, Lopez Family Foundation, cuyo objetivo es hacer más accesible los cuidados médicos a mujeres y niñas, es vocera y defensora de la ONU.

## Vida privada

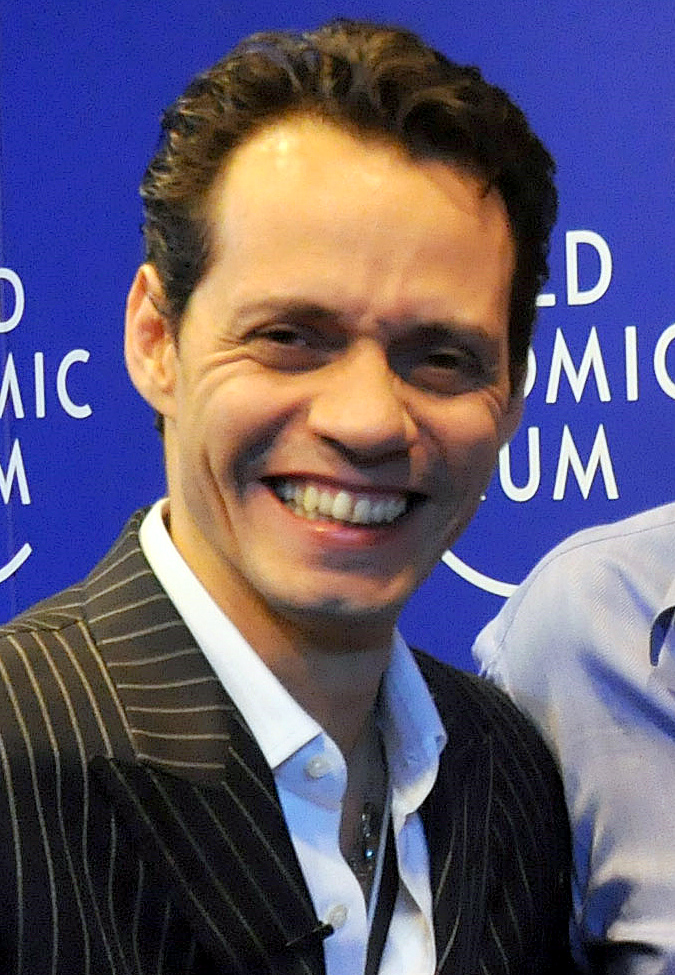
Marc Anthony, tercer marido de Jennifer Lopez (2004-2011)

Durante más de quince años, la vida privada de Jennifer Lopez ha atraído la atención de los medios y la prensa rosa, debido a sus tormentosas relaciones y rápidos compromisos. Jennifer Lopez se ha casado cuatro veces. El 22 de febrero de 1997 se casó por primera vez con el cubano Ojani Noa. Lopez sufrió problemas legales durante dicho matrimonio, llegando a presentar una demanda respecto a Noa. La pareja se divorció en enero de 1998. En abril de 2006, publicó un libro, donde alegó que Noa la violaba. Al año siguiente, fueron a juicio y Lopez fue recompensada con 545 000 dólares. Mientras trabajaba en su álbum de debut On the 6, Lopez comenzó a salir con el productor y rapero Sean Combs durante dos años. Ambos fueron arrestados en Nueva York, el 27 de diciembre de 1999, ya que se vieron involucrados en un tiroteo, sin embargo Lopez no tuvo nada que ver, pero Combs sí. La pareja rompió su relación a finales del año 2000, haciendo público el hecho a principios del año 2001.
Tras su ruptura con Combs, Lopez desarrolló una relación con su exbailarín de respaldo Cris Judd, con quien se casó en septiembre de 2001, en noviembre del mismo año comenzaron una terrible crisis de pareja que terminó en divorcio en junio de 2002. Después de su segundo divorcio, ella comenzó una relación con el actor Ben Affleck, con quien se comprometió en noviembre de 2002 y canceló su boda a tan solo días de su celebración debido a una supuesta infidelidad por parte del actor. Los medios de comunicación comenzaron a referirse a Ben y a Jennifer como «Bennifer» y se convirtió en una prominente superpareja en los medios de comunicación y la cultura popular. «Bennifer» se convirtió en un término popular, que se introdujo finalmente en los diccionarios urbanos. En enero de 2004 terminaron su relación.
Después de su ruptura con Affleck, comenzó a salir con su antiguo amigo Marc Anthony. La pareja se casó en secreto en junio de 2004. Dos hombres intentaron hacer un vídeo privado de la boda, por lo que fueron demandados por la pareja por 1 000 000 millones de dólares, acusados de cargos de conspiración, intento de hurto y posesión de propiedad robada. El 7 de noviembre de 2007, durante la última noche de su gira, Lopez y Anthony confirmaron oficialmente que estaban esperando a su primer hijo. Anthony confirmó que estaban esperando gemelos: «Mi hermana también tuvo gemelos, por lo que es una cosa hereditaria».
Finalmente, el 22 de febrero de 2008, Lopez dio a luz a dos mellizos llamados Maximilian David y Emme Maribel, en Long Island, Nueva York. Los mellizos fueron presentados el 11 de marzo de 2008, por la revista People, por lo que fueron pagados 6 000 000 dólares, convirtiéndose en las fotografías más caras de famosos, jamás tomadas.[cita requerida] En julio de 2011, la pareja anunció su divorcio, solicitado en abril de 2012. Desde octubre de 2011 y hasta junio de 2014 mantuvo una relación con su exbailarín de respaldo Casper Smart, terminada tras hacerse público el intercambio de mensajes de texto de contenido sexual entre él y una modelo transexual. Tras haberle preguntado si le gustaría tener más hijos, Lopez comentó:

La verdad es que ya no sé si el futuro me deparará de nuevo esta maravillosa vivencia, pero sí, por supuesto que me encantaría tener más hijos. La maternidad es una absoluta bendición y es la faceta de mi vida que me hace sentir más orgullosa. Es mi mayor triunfo.

En junio de 2022, en la gala de la Dodger Foundation en Los Ángeles, presentó públicamente a su hija Emme utilizando pronombres no binarios. Lopez ha cantado a dueto con Emme en diversas ocasiones, incluyendo en el espectáculo de medio tiempo del Super Bowl LIV.
Después de su ruptura con el exbeisbolista Alex Rodríguez a principios de 2021, retomó su relación con su antiguo prometido, el actor estadounidense Ben Affleck, en mayo de 2021.
El 17 de julio de 2022, se casó en sus cuartas nupcias con su antiguo prometido, Ben Affleck, en una escapada, en un boda civil en la capilla de bodas express A Little White Wedding Chapel, en Las Vegas.
Se divorció de Ben Affleck en enero de 2025.

## Discografía

### Álbumes de estudio
- 1999: On the 6
- 2001: J.Lo
- 2002: This Is Me... Then
- 2005: Rebirth
- 2007: Como ama una mujer
- 2007: Brave
- 2011: Love?
- 2014: A.K.A.[292]
- 2024: This is Me... Now

### Álbumes recopilatorios, remixes
- 2002: J to tha L-O!: The Remixes
- 2012: Dance Again: The Hits

## Videografía
| Año  | Canción                                                           | Director                         |
| ---- | ----------------------------------------------------------------- | -------------------------------- |
| 1998 | «Baila»                                                           | Stephen Olow                     |
| 1999 | «If You Had My Love»                                              | Paul Hunter                      |
| 1999 | «No me ames» (junto a Marc Anthony)                               | Kevin Bray                       |
| 1999 | «Waiting for Tonight»                                             | Francis Lawrence                 |
| 2000 | «Let's Get Loud»                                                  |                                  |
| 2000 | «Feelin' So Good» (junto a Big Pun y Fat Joe)                     | Paul Hunter                      |
| 2001 | «Love don't cost a thing»                                         | Paul Hunter                      |
| 2001 | «Play»                                                            | Francis Lawrence                 |
| 2001 | «Ain't It Funny»                                                  | Herb Ritts                       |
| 2001 | «I'm Real»                                                        | Dave Meyers                      |
| 2001 | «I'm Real» (Murder Remix) (junto a Ja Rule)                       | Dave Meyers                      |
| 2002 | «Ain't It Funny» (Murder Remix) (junto a Ja Rule y Caddillac Tah) | Cris Judd                        |
| 2002 | «I'm Gonna Be Alright» (Track Masters Remix) (junto a Nas)        | Dave Meyers                      |
| 2002 | «Alive»                                                           | Jim Gable                        |
| 2002 | «Jenny from the Block» (junto a Styles P y Jadakiss)              | Francis Lawrence                 |
| 2002 | «Jenny from the Block» (No Rap Versión)                           | Francis Lawrence                 |
| 2003 | «All I Have» (junto a LL Cool J)                                  | Dave Meyers                      |
| 2003 | «All I Have» (Versión navideña)                                   | Dave Meyers                      |
| 2003 | «I'm Glad»                                                        | David LaChapelle                 |
| 2004 | «Baby I Love U!»                                                  | Meiert Avis                      |
| 2005 | «Get Right»                                                       | Francis Lawrence y Diane Martel  |
| 2005 | «Get Right» (Remix) (junto a Fabolous)                            | Diane Martel                     |
| 2005 | «Hold You Down» (junto a Fat Joe)                                 | Diane Martel                     |
| 2006 | «Control Myself» (junto a LL Cool J)                              | Hype Williams                    |
| 2007 | «Qué hiciste»                                                     | Michael Haussman                 |
| 2007 | «Me haces falta»                                                  | Sanji                            |
| 2007 | «Por arriesgarnos»                                                | Kevin Meléndez                   |
| 2007 | «Do It Well»                                                      | David LaChapelle                 |
| 2008 | «Hold It Don't Drop It»                                           | Melina Matsoukas                 |
| 2011 | «On the Floor» (junto a Pitbull)                                  | TAJ Stansberry                   |
| 2011 | «I'm Into You» (junto a Lil Wayne)                                | Melina Matsoukas                 |
| 2011 | «Papi»                                                            | Paul Hunter                      |
| 2012 | «Dance Again» (junto a Pitbull)                                   | Paul Hunter                      |
| 2012 | «Goin' In» (junto a Flo Rida)                                     | Kirk Jones                       |
| 2013 | «Live It Up» (junto a Pitbull)                                    | Jessy Terrero                    |
| 2014 | «Same Girl»                                                       | Steve Gomillion y Dennis Leupold |
| 2014 | «I Luh Ya Papi» (junto a French Montana)                          | Jessy Terrero                    |
| 2014 | «First Love»                                                      | Anthony Mandler                  |
| 2014 | «Booty» (junto a Iggy Azalea)                                     | Hype Williams                    |
| 2015 | «Feel the Light»                                                  | Westbury Road                    |
| 2016 | «Ain't Your Mama»                                                 | Alex Moors                       |
| 2017 | «Ni tú ni yo» (junto a Gente de Zona)                             | Emil Nava                        |
| 2018 | «El Anillo»                                                       | Santiago Salviche                |
| 2018 | «Dinero» (junto a DJ Khaled & Cardi B)                            | Joseph Kahn                      |
| 2018 | «Te Guste» (junto a Bad Bunny)                                    | Mike Ho                          |
| 2018 | «Limitless»                                                       | Jennifer Lopez                   |

### Videos inéditos
| Canción                                | Director         |
| -------------------------------------- | ---------------- |
| «Brave»                                | Michael Haussman |
| «Fresh Out The Oven» (junto a Pitbull) | Jonas Akerlund   |
| «Good Hit»                             | Alex Moors       |
| «Take Care»                            | Alex Moors       |
| «Sweet Spot» (junto a Flo-Rida)        | Ethan Lade       |
| «El Mismo Sol» (junto a Álvaro Soler)  | Jessy Terrero    |

### Apariciones en otros videos musicales
| Año  | Título                      | Artista                  | Director                    |
| ---- | --------------------------- | ------------------------ | --------------------------- |
| 1993 | «That's the Way Love Goes»  | Janet Jackson            | René Elizondo               |
| 1996 | «Siempre hace frío»         | Selena                   | Abraham Quintanilla Jr      |
| 1998 | «Been Around the World»     | Puff Daddy & The Family  | Paul Hunter                 |
| 2000 | «It's So Hard»              | Big Pun                  | Chris Robinson              |
| 2001 | «What's Going On»           | All-Star Tribute         | Jake Scott and Malik Sayeed |
| 2006 | «Control Myself»            | LL Cool J                | Hype Williams               |
| 2011 | «T.H.E. (The Hardest Ever)» | will.i.am                | Rich Lee                    |
| 2012 | «Follow the Leader»         | Wisin & Yandel           | Jessy Terrero               |
| 2014 | «We Are One (Ole Ola)»      | Pitbull & Cláudia Leitte | Ben Mor                     |
| 2014 | «Adrenalina»                | Wisin & Ricky Martin     | Jessy Terrero               |
| 2014 | «Stressin»                  | Fat Joe                  | Eif Rivera                  |
| 2015 | «Back it up»                | Prince Royce & Pitbull   | Colin Tilley                |

## Giras y conciertos
A lo largo de su carrera, Jennifer Lopez ha ofrecido distintas presentaciones, donde destaca su primer concierto en su tierra natal, Puerto Rico, bajo el título «Jennifer Lopez In Concert: Let's Get Loud» en 2001. Años después inició su primera gira por Norteamérica acompañada por su marido, hasta aquel momento, Marc Anthony. No fue hasta 2012 cuando la artista latina se embarcó en su primera gran gira propia e internacional, bajo el nombre «Dance Again World Tour» en 2012. Así mismo, a partir de enero de 2016, la cantante realizó la primera residencia de conciertos de su carrera llamada «Jennifer Lopez: All I Have», llevada a cabo en el The AXIS del Planet Hollywood Resort & Casino de Las Vegas, Lopez actuará durante 108 presentaciones actualmente a espera de una prolongación del espectáculo. Del mismo, en febrero de 2018, Lopez encabezó el espectáculo previo de la Super Bowl, dando un concierto en The Armory de Mineapolis, siendo aún un gran show visual televisado que sirvió para recaudar dinero para Puerto Rico, con motivo de los pasados huracanes. A continuación, un listado de las giras y conciertos destacados de la carrera de la polifacética artista:
Giras
- Jennifer Lopez and Marc Anthony en Concierto (2007)
- Dance Again World Tour (2012)
- It's My Party: The Live Celebration (2019)
- Up All Night: Live in 2025 (2025)

Residencia de Conciertos
- Jennifer Lopez: All I Have (2016-2018)
- Jennifer Lopez: Up All Night Live in Las Vegas (2025-2026)

Conciertos
- Jennifer Lopez In Concert: Let's Get Loud (2001)
- Jennifer Lopez Live in Athens (2008)
- ¡Q'Viva! The Chosen Live (2012)
- Jennifer Lopez: Live at Bronx (Neighborhood Session) (2014)
- Jennifer Lopez: The Best Is Yet To Come (2014)
- Jennifer Lopez for Hillary Clinton Miami (2016)
- Jennifer Lopez: Live in República Dominicana (2017)
- Jennifer Lopez: Live in Dubái (2017)
- Jennifer Lopez: Super Saturday Night - Pre-Super Bowl Show (2018)
- Jennifer Lopez: Super Bowl con Shakira (2020)

## Bandas sonoras
| Año  | Canción              | Película           |
| ---- | -------------------- | ------------------ |
| 1999 | «Baila»              | Music of the Heart |
| 2002 | «Alive»              | Enough             |
| 2003 | «Baby I Love U!»     | Gigli              |
| 2007 | «Toma De Mí»         | El cantante        |
| 2007 | «Porque La Vida Así» | Bordertown         |
| 2010 | «(What Is) Love?»    | El plan B          |
| 2012 | «Goin' In»           | Step Up Revolution |
| 2015 | «Feel the light»     | Home               |
| 2018 | «Limitless»          | Jefa por accidente |

## Filmografía

### Cine
| Año  | Título                               | Papel                        | Notas                     |
| ---- | ------------------------------------ | ---------------------------- | ------------------------- |
| 1986 | My litte Girl                        | Myra                         |                           |
| 1995 | My Family                            | María (joven)                |                           |
| 1995 | Money Train                          | Grace Santiago               |                           |
| 1996 | Jack                                 | Miss Márquez                 |                           |
| 1997 | Blood and Wine                       | Gabriela Gabby               |                           |
| 1997 | Selena                               | Selena Quintanilla Pérez     |                           |
| 1997 | Anaconda                             | Terri Flores                 |                           |
| 1997 | U Turn                               | Grace McKenna                |                           |
| 1998 | Out of Sight                         | Karen Sisco                  |                           |
| 1998 | Antz                                 | Azteca                       | Actuación de voz          |
| 2000 | The Cell                             | Catherine Deane              |                           |
| 2001 | The Wedding Planner                  | Mary Fiore                   |                           |
| 2001 | Angel Eyes                           | Sharon Pogue                 |                           |
| 2002 | Enough                               | Slim Hiller                  |                           |
| 2002 | Maid in Manhattan                    | Marisa Ventura               |                           |
| 2003 | Gigli                                | Ricki                        |                           |
| 2004 | Jersey Girl                          | Gertrude Steiney             |                           |
| 2004 | Shall We Dance?                      | Paulina                      |                           |
| 2005 | Monster-in-Law                       | Charlote «Charlie» Cantilini |                           |
| 2005 | An Unfinished Life                   | Jean Gilkynson               |                           |
| 2006 | El Cantante                          | Georgina «Puchi» Román       | También productora        |
| 2007 | Bordertown                           | Lauren Adrian                |                           |
| 2007 | Feel the Noise                       | Ella misma                   | Cameo; también productora |
| 2010 | The Back-up Plan                     | Zoe                          |                           |
| 2012 | What to Expect When You're Expecting | Holly Castillo               |                           |
| 2012 | Ice Age: Continental Drift           | Shira                        | Actuación de voz          |
| 2013 | Parker                               | Leslie Rogers                |                           |
| 2015 | The Boy Next Door                    | Claire Peterson              | También productora        |
| 2015 | Home                                 | Lucy Tucci                   | Actuación de voz          |
| 2015 | Lila & Eve                           | Eve Rafael                   |                           |
| 2016 | Ice Age 5: Collision Curse           | Shira                        | Actuación de voz          |
| 2018 | Second Act                           | Maya DaVilla                 | También productora        |
| 2019 | Hustlers                             | Ramona Vega                  | También productora        |
| 2022 | Marry Me                             | Kat Valdez                   | También productora        |
| 2023 | Shotgun Wedding                      | Darcy Rivera                 | También productora        |
| 2023 | The Mother                           | La Madre                     | También productora        |
| 2024 | Atlas                                | Atlas Shepherd               |                           |
| 2024 | Unstoppable                          | Judy Robles                  |                           |

### Televisión
| Año       | Título                | Papel               | Notas                            |
| --------- | --------------------- | ------------------- | -------------------------------- |
| 1991-1993 | In Living Color       | Bailarina           | Temporadas 3-4; 62 episodios     |
| 1993      | Rescate en la jungla  | Rosie Romero        | Película de televisión           |
| 1993-1994 | Segunda oportunidad   | Melinda Lopez       | Personaje principal; 9 episodios |
| 1994      | South Central         | Lucille             | 4 episodios                      |
| 1994      | Hotel Malibú          | Melinda López       | Personaje principal; 6 episodios |
| 2004      | Will y Grace          | Ella misma          | 3 episodios                      |
| 2010      | How I Met Your Mother | Anita Appleby       | 1 episodio                       |
| 2011-2016 | American Idol         | Ella misma - Jurado | Temporadas 10-11/13-15           |
| 2016-2018 | Shades of Blue        | Harlee Santos       | Protagonista; 36 episodios       |
| 2017-2020 | World Of Dance        | Ella misma - Jurado | También productora; 4 temporadas |
| 2023      | H! Wood Show          | Ella misma          | Presentadora especial            |

### Como productora
| Año       | Título                     | Notas                                     |
| --------- | -------------------------- | ----------------------------------------- |
| 2006      | South Beach                | Serie de televisión; productora ejecutiva |
| 2007      | El cantante                | Productora                                |
| 2007      | Dancelife                  | Serie de televisión; productora ejecutiva |
| 2007      | Feel the Noise             | Productora                                |
| 2007      | Como ama una mujer         | Miniserie; productora ejecutiva           |
| 2011-2014 | South Beach Tow            | Serie de televisión; productora ejecutiva |
| 2013      | A step away                | Serie de televisión; productora ejecutiva |
| 2013-2018 | The Fosters                | Serie de televisión; productora ejecutiva |
| 2015      | The Boy Next Door          | Productora                                |
| 2016-2018 | Shades of Blue             | Serie de televisión; productora ejecutiva |
| 2016-2020 | World of Dance             | Programa de televisión; productora        |
| 2018      | Jefa por accidente         | Productora                                |
| 2019      | Estafadoras de Wall Street | Productora                                |
| 2019-2023 | Good Trouble               | Serie de televisión; productora ejecutiva |
| 2021      | Thanks a Million           | Serie de televisión; productora ejecutiva |
| 2022      | Cásate conmigo             | Productora                                |
| 2023      | Una boda explosiva         | Productora                                |
| 2023      | La madre                   | Productora                                |